# Concorde Album
Concorde es un álbum de música New Age compuesto por Can Atilla.

## Pistas
1. Prologue                      2:46
2. Rain of Fire                  9:24
3. Smoke - Cluster               3:34
4. Concorde Forever              9:41
5. Tears of Maria Barbara Bach   8:54
6. Midnight Runner               6:47
7. Purple and Flexible           6:50
8. Pacific Lover                 6:20
9. Eve                           10:17
10. Solid Water                   4:43
11. Anna Magdalena's Notebook     2:38
12. First Kiss                    5:55
13. Epilogue                      1:51